# Esteve Ribalta i Sánchez
Esteve Ribalta i Sánchez (Granollers, 1966) és un professor català, alcalde de les Franqueses del Vallès del 2008 al 2011.
Es titulà en Filologia Catalana per la Universitat de Barcelona, va ser professor de l'Escola Pia de Granollers des de l'any 1995 fins al 2008 i, novament a partir del 2013. Es traslladà a viure a Corró d'Avall en l'any 1996 i el 2003 començà a implicar-se en la política municipal quan, anant en el tercer lloc de la llista del PSC, entrà en l'ajuntament com a regidor de l'oposició. En l'any 2005 va ser elegit secretari local del PSC i a les eleccions municipals del 2007 ja va ser primer de la llista socialista. El govern de coalició entre CiU i el Partit Popular durà fins que el regidor popular s'enfrontà a l'alcalde Francesc Torné i Ventura, i una moció de censura conjunta entre el PSC, ERC-Verds i el PP portà Esteve Ribalta a l'alcaldia el 26 de març del 2008.
Entre els anys 1996 i 2003 va publicar treballs al 9 Nou fent de corresponsal a les Franqueses. El 2000 va publicar el llibre Arbres d'especial interès de les Franqueses del Vallès (Amb fotografies d'Eliseu Guillamon; Les Franqueses del Vallès: Patronat Municipal de Cultura de l'Ajuntament, 2001).